# Algarve-Rundfahrt 2006
Die 32. Algarve-Rundfahrt fand vom 15. bis 19. Februar 2006 statt. Das Radrennen wurde in fünf Etappen über eine Distanz von 890 Kilometern ausgetragen.

## Etappen
| Etappe    | Tag         | Start – Ziel                 | km  | Etappensieger  | Führender      |
| --------- | ----------- | ---------------------------- | --- | -------------- | -------------- |
| 1. Etappe | 15. Februar | Albufeira – Tavira           | 162 | Marco Zanotti  | Marco Zanotti  |
| 2. Etappe | 16. Februar | Vila do Bispo – Lagos        | 173 | Bernhard Eisel | Marco Zanotti  |
| 3. Etappe | 17. Februar | Castro Marim – Faro          | 198 | Gert Steegmans | Jeremy Hunt    |
| 4. Etappe | 18. Februar | Lagoa – Portimão             | 174 | Gert Steegmans | Gert Steegmans |
| 5. Etappe | 19. Februar | San Antonio – Alto de Malhão | 183 | João Cabreira  | João Cabreira  |